# Paul Costello
Paul Vincent Costello (ur. 27 grudnia 1894 w Filadelfii, zm. 17 kwietnia 1986 tamże) – wioślarz amerykański, trzykrotny mistrz olimpijski.
Wystąpił na igrzyskach olimpijskich w Antwerpii w 1920, gdzie razem ze swym kuzynem, Johnem Kellym, zdobył złoty medal w dwójkach podwójnych. W finale Amerykanie wyprzedzili srebrnych medalistów, Włochów, o 10 sekund. Na rozgrywanych cztery lata później igrzyskach olimpijskich w Paryżu Kelly i Costello obronili tytuł. Na tej samej imprezie został tez zgłoszony do startu w jedynkach i dwójkach bez sternika, jednak ostatecznie nie wystartował. Brał także udział w igrzyskach olimpijskich w Amsterdamie w 1928 roku, gdzie razem z Charlesem McIlvaine'em zdobył kolejny złoty medal w dwójkach podwójnych. W finale pokonali Kanadyjczyków o 9,6 sekundy. Tym samym Costello został pierwszym wioślarzem, którzy zdobył olimpijskie złoto w tej samej konkurencji na trzech kolejnych igrzyskach.
W 1919 i 1922 zostawał mistrzem kraju w jedynce.